# Pedicularis sibthorpii
Pedicularis sibthorpii är en snyltrotsväxtart som beskrevs av Pierre Edmond Boissier. Pedicularis sibthorpii ingår i släktet spiror, och familjen snyltrotsväxter. Inga underarter finns listade i Catalogue of Life.